# Birgitta Jónsdóttir
Birgitta Jónsdóttir (ur. 17 kwietnia 1967) – islandzka poetka, polityk, posłanka do Althingu.
Została wybrana do Althingu w przyspieszonych wyborach w 2009 z listy partii Ruch Obywatelski. We wrześniu 2010 wraz z dwojgiem innych posłów tej partii wystąpiła z niej, zakładając nowe ugrupowanie – Ruch. Od listopada 2012 jest liderką islandzkiej Partii Piratów.
Jako polityk zajmuje się szczególnie kwestiami związanymi z wolnością informacji, wolnością słowa i prawami człowieka. Współpracowała z serwisem WikiLeaks m.in. przy ujawnianiu filmu pokazującego postępowanie amerykańskich żołnierzy w Iraku. W styczniu 2011 otrzymała od serwisu Twitter pismo informujące, że amerykański Departament Sprawiedliwości zażądał przekazania jej danych osobowych i wszystkich wpisów od 1 listopada 2009. Spowodowało to napięcia w stosunkach dyplomatycznych między Islandią a USA.
7 listopada 2014 wzięła udział w konferencji CopyCamp.